# Jaime Valls Díaz
Jaime Valls Díaz fue un pintor nacido en Cataluña, España, el 23 de febrero de 1883 y fallecido en La Habana, Cuba, el 31 de octubre de 1955.

## Exposiciones personales y colectivas
Su primera exposición personal la expone en 1930. Exposición de dibujos de tipos populares y costumbres afrocubanas. Salones de la Asociación de la Prensa, La Habana, CUBA. Además participa en muestras colectivas como Salón de Bellas Artes. Asociación de Pintores y Escultores, La Habana, CUBA, 1927 y La Vanguardia. Surgimiento del Arte Moderno en Cuba. Museo Nacional de Bellas Artes, La Habana, CUBA, 1988, entre otras.

## Obras en colección
Su principal colección se encuentra en el Museo Nacional de Bellas Artes, La Habana, CUBA.
- Datos: Q5925414
- Multimedia: Jaime Valls / Q5925414